# Acrocephalus kerearako
Acrocephalus kerearako là một loài chim trong họ Acrocephalidae.